# Президентские выборы в Бангладеш (1978)
Президентские выборы 1978 были проведены в Бангладеш 3 июня 1978. Это были первые выборы президента страны путём общенародного голосования, ранее президент избирался парламентом.

К участию в выборах было допущено 10 претендентов, явными фаворитами избирательной гонки были действующий президент Зиаур Рахман и бывший главнокомандующий армией Бангладеш Мухаммад Османи. Победу одержал Зиаур Рахман, который набрал 76,6 % голосов. Явка избирателей составила 54,3 %.

## Результаты выборов
| Кандидат                    | Партия                                 | Число набранных голосов | %    |
| --------------------------- | -------------------------------------- | ----------------------- | ---- |
| Зиаур Рахман                | Бангладешский националистический фронт | 15 733 807              | 76.6 |
| Мухаммад Османи             | Альянс демократического единства       | 4 455 200               | 21.7 |
| Остальные 8 кандидатов      |                                        | 342 554                 | 1.7  |
| Недействительных бюллетеней | Недействительных бюллетеней            | 354 010                 | -    |
| Всего                       | Всего                                  | 20 885 571              | 100  |
| Источник: Nohlen и др.      |                                        |                         |      |